# Cuaderno de obra
El cuaderno de obras es un documento oficial que registra todos los acontecimientos importantes que se producen en el recorrer de la construcción de una obra de ingeniería.
Este documento es puesto a disposición del supervisor de la obra por el contratista. Generalmente consta de una hoja original y 3 copias, las 3 copias son para el informe mensual, supervisor de obra y para el residente de obra; la hoja original se usa para la liquidación de obra. Todo esto es custodiado por el supervisor.
Cada hoja original debe ser numerada y sellada por el dueño de la obra. A cada día calendario el contratista menciona el trabajo ejecutado en el día, los equipos, el personal, el material (cemento, asfalto etc.) y el metrado aproximado de lo realizado. El tipo y números de equipos parados y su estado de eficiencia, instrucciones recibidas de la supervisión, defectos en la ejecución de la obra y eventuales remedios.
Al final de cada día de trabajo el contratista y la supervisión guardan una copia de la hoja del cuaderno de obra. El original se anexa a los informes mensuales de avance.
Véase también:
- Personajes que intervienen en la construcción de una obra de ingeniería